# Somewhere in the Stratosphere
Somewhere in the Stratosphere  es un álbum directo que contiene 2CD/2DVD publicado por la American hard rock banda Shinedown. Contiene dos grabaciones completas del "Live del estado de Washington" el rendimiento del "Carnival of Madness" tour, y el rendimiento de Kansas City de "Anything and Everything" gira acústica. Los 2 DVD contienen las mismas pistas que los CD. El álbum debutó en el # 83 en los Billboard 200 de EE. UU. El título del álbum se deriva de una letra en la canción "Second Chance".

## Lista de canciones

### Disc 1: Live from Washington State (Electric Show)
| N.º | Título                                  | Escritor(es)                              | Duración |  |
| 1.  | «Intro (Scary Fairy)»                   | Tom Jemmott, Brent Smith, Dave Bassett    | 1:02     |  |
| 2.  | «Sound of Madness»                      | Brent Smith, Dave Bassett                 | 3:56     |  |
| 3.  | «Devour»                                | Brent Smith, Dave Bassett                 | 3:56     |  |
| 4.  | «I Dare You»                            | Brent Smith, Tony Battaglia, Brad Stewart | 3:43     |  |
| 5.  | «Cyanide Sweet Tooth Suicide»           | Brent Smith, Dave Bassett                 | 3:37     |  |
| 6.  | «If You Only Knew»                      | Brent Smith, Dave Bassett                 | 3:48     |  |
| 7.  | «Diamond Eyes (Boom Lay Boom Lay Boom)» | Brent Smith, Eric Bass, Zach Myers        | 5:41     |  |
| 8.  | «45»                                    | Brent Smith, Tony Battaglia               | 5:17     |  |
| 9.  | «Burning Bright»                        | Brent Smith, Tony Battaglia               | 3:53     |  |
| 10. | «Heroes»                                | Brent Smith, Tony Battaglia, Jasin Todd   | 3:30     |  |
| 11. | «The Crow & the Butterfly»              | Brent Smith, Dave Bassett                 | 4:16     |  |
| 12. | «Her Name Is Alice»                     | Brent Smith, Dave Bassett, Eric Bass      | 5:05     |  |
| 13. | «Save Me»                               | Brent Smith, Tony Battaglia               | 3:31     |  |
| 14. | «Left Out»                              | Brent Smith, Brad Stewart, Jasin Todd     | 5:54     |  |
| 15. | «Simple Man» (Lynyrd Skynyrd cover)     | Gary Rossington, Ronnie Van Zant          | 7:35     |  |
| 16. | «Fly from the Inside»                   | Brent Smith, Bob Marlette                 | 5:39     |  |
| 17. | «Second Chance»                         | Brent Smith, Dave Bassett                 | 5:38     |  |

### Disc 2: Live from Kansas City (Acoustic Show)
| N.º | Título                                                   | Escritor(es)                              | Duración |  |
| 1.  | «Heroes»                                                 | Brent Smith, Tony Battaglia, Jasin Todd   | 8:08     |  |
| 2.  | «Save Me»                                                | Brent Smith, Tony Battaglia               | 3:40     |  |
| 3.  | «If You Only Knew»                                       | Brent Smith, Dave Bassett                 | 3:55     |  |
| 4.  | «Sound of Madness»                                       | Brent Smith, Dave Bassett                 | 4:35     |  |
| 5.  | «Shed Some Light»                                        | Brent Smith                               | 4:41     |  |
| 6.  | «45»                                                     | Brent Smith, Tony Battaglia               | 6:12     |  |
| 7.  | «I Dare You»                                             | Brent Smith, Tony Battaglia, Brad Stewart | 4:30     |  |
| 8.  | «Times Like These» (Foo Fighters cover)                  | Dave Grohl                                | 4:07     |  |
| 9.  | «The Crow & the Butterfly»                               | Brent Smith, Dave Bassett                 | 4:36     |  |
| 10. | «Burning Bright»                                         | Brent Smith, Tony Battaglia               | 3:56     |  |
| 11. | «Devour»                                                 | Brent Smith, Dave Bassett                 | 3:53     |  |
| 12. | «Call Me»                                                | Brent Smith, Dave Bassett                 | 4:41     |  |
| 13. | «Fly from the Inside»                                    | Brent Smith, Bob Marlette                 | 5:36     |  |
| 14. | «With a Little Help from My Friends» (The Beatles cover) | Paul McCartney, John Lennon               | 5:29     |  |
| 15. | «Simple Man» (Lynyrd Skynyrd Cover)                      | Gary Rossington, Ronnie Van Zant          | 6:14     |  |
| 16. | «Second Chance»                                          | Brent Smith, Dave Bassett                 | 5:06     |  |

## Posiciones
| Chart (2011)               | Peak Posición |
| -------------------------- | ------------- |
| Billboard 200              | 83            |
| Billboard Hard Rock Albums | 21            |

## Personal
- Brent Smith - voces
- Zach Myers - guitarra, coros
- Barry Kerch - tambores, percusión
- Eric Bass - bass, piano, coros